# 通霄鎮
通霄鎮（臺灣客家語四縣腔：tungˊ seuˊ ziinˋ）位於臺灣苗栗縣西南部，北毗後龍鎮、西湖鄉，西臨臺灣海峽，東與東南鄰銅鑼鄉、三義鄉，南接苑裡鎮。居民結構由「多重認定」準則抽樣調查，推估閩客比例約76:24，若依通霄鎮世居家族祖籍地調查，閩客比例約為50:38，和同為沿海四鎮的竹南、後龍、苑裡為苗栗縣少數閩南人占多數的區域。該鎮屬於臺中港地方生活圈的一環，而在苗栗縣內則屬於通苑次生活圈。該鎮也被第12、13屆中華民國總統馬英九視為第二故鄉。

## 地名由來
通霄舊稱「吞霄」，原是崩山八社吞霄社所在，在荷據時代該社記載為Roetchiout tumal，被漢人以前面音節音譯為「吞霄」（Thun-siao）。此外，該社被被荷蘭文獻被拼成Calica routschiou / Kalika rousout，很可能文獻中的Kalika Toemal也是吞霄社。
根據通霄鎮志記載：「通霄」一名由來，原是平埔原住民道卡斯族之「風呢樣」（Honeyan），一名「屯消」（Tonsuyan）社之所在。此外，又有一說：在清代時，由於該地昔日南勢溪水深可停泊商船，為銅鑼、三義、苗栗等地貨物「吞」吐「銷」售中心。臺灣話「霄」與「銷」發音相同，所以稱「吞霄」。清治時期部份有志之士開始改稱「通霄」。日治時期新竹州長蒞臨視察，也認為「吞霄」地名之不雅，且就地北望，見虎頭山高聳入雲霄，覺得稱「通霄」較好，遂於明治37年（西元1904年）更名為現今之「通霄」。
但是，明治31年（西元1898年）的台灣堡圖，即已記載該地為「通霄」、市區為「通霄街」。同年，臺灣總督府職員錄，記載大甲辨務署通宵街長黃文錄；明治33年（西元1900年）臺灣總督府「通霄街ヘ後壠局出張所設置（告示第七六號）」，內記載「通霄街」，都可見明治37年（西元1904年）更名之說應該不正確。

## 簡史
通霄鎮在鄭氏王朝以前，大部份原是平埔族之一道卡斯族吞霄社所在地（亦稱屯消社）。鄭經時代派右武衛劉國軒經略通霄，這是漢人正式進入通霄的開始。
清領時期，1683年，臺灣分一府三縣，即諸羅縣、臺灣縣、鳳山縣，通霄屬諸羅縣:41。朱一貴事件後，1723年，清廷劃虎尾溪以北的區域為彰化縣，其中大甲溪以北的區域為縣轄下的淡水廳，通霄屬彰化縣淡水廳。1731年，淡水廳與彰化縣分治:42。1878年，設臺北府，劃淡水廳區域為淡水、新竹兩縣，通霄屬臺北府新竹縣竹南三堡。1885年，臺灣建省，設臺灣府，新竹縣分為新竹、苗栗兩縣，通霄屬臺灣省臺灣府苗栗縣吞霄堡:43。吞霄堡管轄鯉魚潭以西、吞霄港以東、房裡溪以北、高澗山以南的土地，吞霄街為堡中心:44。
日治時期，1895年，臺灣分三縣一廳，通霄屬臺灣縣苗栗支廳:44。1896年，臺灣縣改名臺中縣。1897年，改設六縣三廳，屬新竹縣苗栗辦務署。1898年，改設三縣三廳，屬臺中縣苗栗辦務署。1901年，全臺分二十廳，通霄屬苗栗廳通霄支廳:45。1909年，改設十二廳，屬新竹廳通霄支廳:45－46。1920年，臺灣地方官制改正，全臺分五州二廳，通霄屬新竹州苗栗郡:46。通霄庄分為通霄、北勢、番社、圳頭、烏眉坑、內湖、楓樹窩、北勢窩、白沙屯、新埔、內湖島、通霄灣、南和、福興、大平頂、土城、五里牌、南勢、梅樹腳等19個大字:40。
二戰後，1945年，中華民國接管臺灣。1946年1月11日，行政區劃改為縣、區、鄉鎮，通霄鄉屬新竹縣苗栗區，下轄22村345鄰:47。1950年調整行政區域，通霄鄉改隸苗栗縣；12月5日，通霄鄉改制為「通霄鎮」，轄下的村改制為「里」:47。1979年梅南里分為梅南里、通南里。2006年平元里分為平元里、平安里，全鎮現有二十四里。
| 地名                     | 現今里名   |
| ------------------------ | ---------- |
| 通霄                     | 通東、通西 |
| 通霄灣                   | 通灣       |
| 梅樹腳                   | 梅南       |
| 南勢                     | 通南       |
| 北勢                     | 平元       |
| 番社                     | 平安       |
| 圳頭                     | 圳頭       |
| 福興                     | 福興       |
| 土城                     | 城北、城南 |
| 南和                     | 南和       |
| 五里牌（五里牌、羊寮）   | 五南       |
| 五里牌（番子寮、隘口寮） | 五北       |
| 大坪頂                   | 坪頂       |
| 內湖                     | 內湖       |
| 北勢窩                   | 福龍、福源 |
| 烏眉坑                   | 烏眉       |
| 楓樹窩                   | 楓樹       |
| 新埔                     | 新埔       |
| 內湖島                   | 內島       |
| 白沙屯                   | 白東、白西 |

## 地理

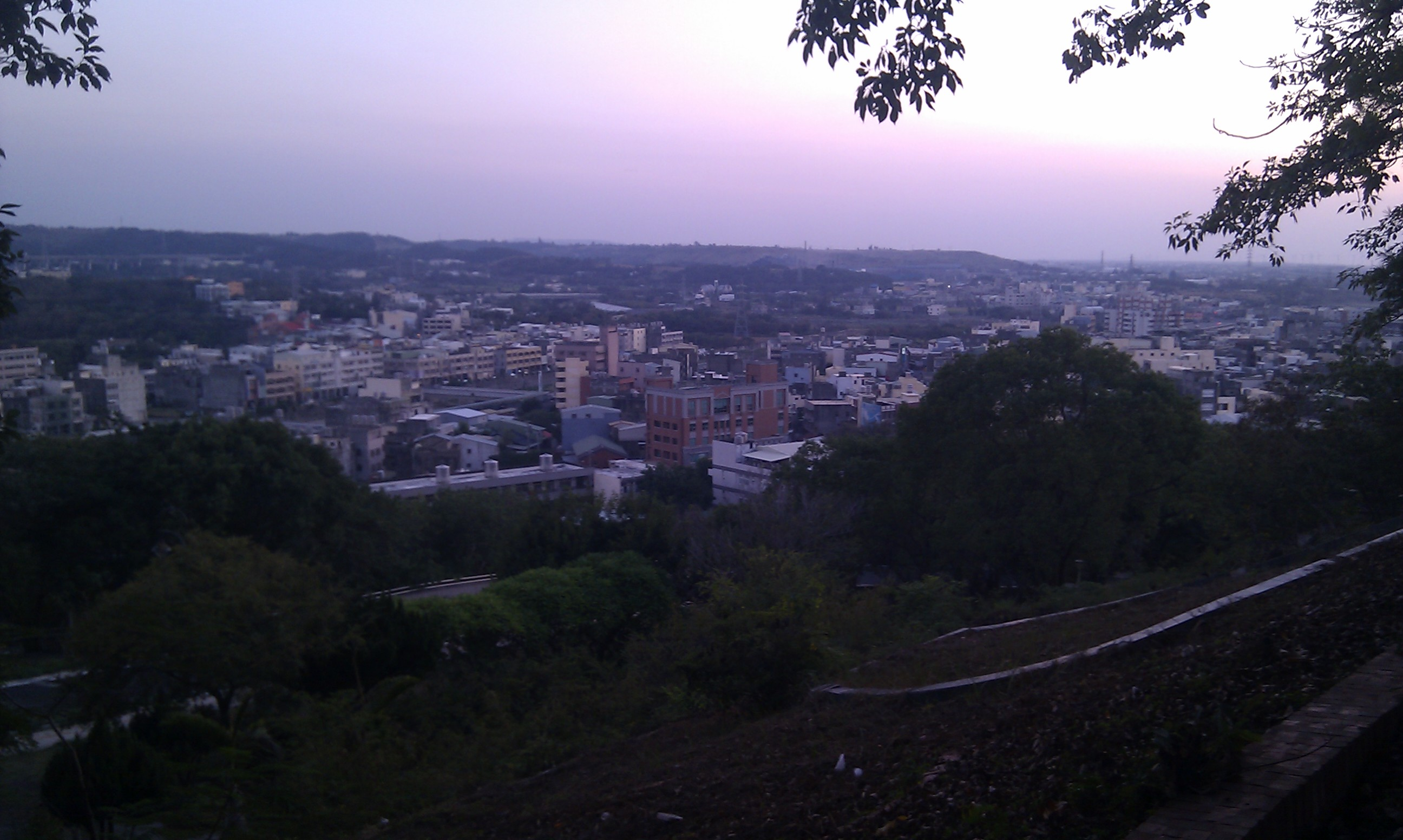
虎頭山鳥瞰通霄市區

通霄鎮為苗栗海線地區的城鎮，地形以苗栗丘陵的一部分和平原為主，氣候屬於副熱帶季風氣候，氣候溫和多雨，雨量由海岸向山區遞減，雨季主要在5月至9月。

### 位置
通霄鎮位於苗栗縣西南部，東鄰銅鑼鄉、三義鄉，西濱臺灣海峽，南為苑裡鎮，東北邊與後龍鎮、西湖鄉相連。行政區域狀呈三角形，東西寬11公里，南北長16公里，面積為107.8486平方公里:4。

### 水文
- 通霄溪（沙溪）與南勢溪（石溪）其上游皆源自苗栗丘陵，二溪流域涵蓋通霄鎮大部分面積，匯合後於海尾出海。
- 番仔寮溪：上游稱隘竂溪，中游稱隘口寮溪，下游稱番仔寮溪。
- 內島溪：流經內湖島故得名，與糠溝溪合流後稱內島溪，於通霄精鹽場出海。
- 過港溪：溪南為通霄白沙屯，溪北是後龍過港，為通霄鎮與後龍鎮界溪。
- 苑裡溪：苑裡溪（大埔溪），為通霄鎮與苑裡鎮界溪。

### 族群
通霄鎮自明鄭時期以來，先由閩南人屯墾境內西部沿海地區，其後客家人則到離海較遠的丘陵地帶及河谷平原開發，因此通霄鎮人口呈現閩南人主要居住於西部沿海各里，客家人則大多居住於東部丘陵地區各里的情形，唯仍以客家人較佔全鎮總人口多數:454。通霄鎮各里族群分布，閩南人佔多數的里有白東、白西、新埔、通灣等4里，其中前3里為絕對多數，其餘各里則為客家人佔多數，並以楓樹、烏眉、福龍、福源、南和、福興、圳頭、城南等8里佔比相對較高，此外尚有少數平埔族後裔居住於該鎮內:454－455。
由以上可見，通霄鎮在清代到日治時期仍以客家人居多數，但受因該鎮南北兩側海線地區的習慣口語影響，今日通霄鎮居民除了烏眉地區外，其餘地方很多都轉變成福佬客，所以該鎮現以通行台灣台語為主。

### 人口
根據苗栗縣政府民政處統計，2024年底通霄鎮戶數約1.2萬戶，人口約3.1萬人，鎮內人口最多與最少的里分別是通南里與福龍里，2024年底兩里人口分別為2,882人與370人。
1950年苗栗縣設立時，通霄鎮人口32,467人，較1946年多1,664人。其後通霄鎮人口大致仍呈增加的趨勢，直到1982年達到最巔峰，計有44,910人，後因臺灣經濟發展的關係，使得通霄鎮人口逐年減少，該鎮人口自1983年起呈現平均減少的趨勢，僅1990年、1992年兩年呈正成長。1987年通霄鎮人口已減至43,794人，1996年再降為42,748人:440，到了2021年已下降至32,441人。
1970年代以前，通霄鎮東部丘陵地區曾有種植生產香茅油、樟腦油以及木炭等，擁有可觀的獲利。爾後由於香茅油與樟腦油的價格下跌，天然氣取代木炭，而當地谷地狹小不利農耕，且為少數河川的源頭，受到水文的影響而對外交通不便，故年輕人口外流而使當地人口老化嚴重。相對於西部沿海平原地區由於交通便利，且有多座大型工廠與公司，就業機會較多，因此通霄鎮人口分布呈現東少西多，使其整體呈現東部散村、西部集村的差異。
與苗栗縣其他地區相同，通霄鎮除了面臨人口外流的問題，也有嚴重人口老化與少子化的情形，2024年底時，通霄鎮有7.97%是0至14歲人口，15至64歲人口有67.84%，65歲以上人口則佔24.18%。

## 政治

### 歷任首長
| 屆次 | 姓名           | 黨籍   | 任職期間                       | 備註 |
| ---- | -------------- | ------ | ------------------------------ | --- |
|      | 湯長淇         |        | 1945年10月 - 1946年3月         | 通霄地區接管委員 |
| 1    | 湯長淇         |        | 1946年3月 - 1949年             | 鄉長，代表會間接選舉。 |
| 2    | 湯長城         |        | 1949年 - 1951年10月31日        | 鄉（鎮）長。爭取升格為鎮。 |
| 1    | 邱乾耀         | 無黨籍 | 1951年11月1日－1953年1月30日   | 鎮民直選後第1任鎮長，民國40年10月21日第二輪投票當選。於民國42年1月30日被依《戡亂時期檢肅匪諜條例》罪嫌槍決，褫奪公權終身，白色恐怖受難者。                                                                            |
| 2    | 徐運火         | 無黨籍 | 1953年11月1日－1956年10月31日  | |
| 3    | 徐運火         | 無黨籍 | 1956年11月1日－1960年1月5日    | |
| 4    | 余榮爵         | 無黨籍 | 1960年1月5日－1964年2月28日    | |
| 5    | 邱德鴻         | 無黨籍 | 1964年3月1日－1968年2月28日    | |
| 6    | 巫永青         | 無黨籍 | 1968年3月1日－1973年2月28日    | |
| 7    | 巫永青         | 無黨籍 | 1973年3月1日－1977年12月30日   | |
| 8    | 蔡振家         | 無黨籍 | 1977年12月31日－1982年2月28日  | |
| 9    | 許文耀         | 無黨籍 | 1982年3月1日－1986年2月28日    | |
| 10   | 許文耀         | 無黨籍 | 1986年3月1日－1990年2月28日    | |
| 11   | 邱克明         | 無黨籍 | 1990年3月1日－1994年2月28日    | |
| 12   | 邱紹俊         | 無黨籍 | 1994年3月1日－1998年2月28日    | |
| 13   | 邱紹俊         | 無黨籍 | 1998年3月1日－2002年2月28日    | |
| 14   | 巫恒昭         | 無黨籍 | 2002年3月1日－2006年2月28日    | |
| 15   | 巫恒昭         | 無黨籍 | 2006年3月1日－2010年2月2月28日 | |
| 16   | 徐永煌         | 無黨籍 | 2010年3月1日－2014年12月24日   | |
| 17   | 徐永煌         | 無黨籍 | 2014年12月25日－2017年3月1日   | 徐永煌因貪污案停職，苗栗縣政府於2017年3月1日指派呂廷泓代理鎮長，6月10日再指派潘志明代理。 |
| 17   | 呂廷泓（代理） |        | 2017年3月1日－2017年6月9日     | 徐永煌因貪污案停職，苗栗縣政府於2017年3月1日指派呂廷泓代理鎮長，6月10日再指派潘志明代理。 |
| 17   | 潘志明（代理） |        | 2017年6月9日－2018年12月24日   | 徐永煌因貪污案停職，苗栗縣政府於2017年3月1日指派呂廷泓代理鎮長，6月10日再指派潘志明代理。 |
| 18   | 陳漢志         | 無黨籍 | 2018年12月25日－2021年9月16日  | 2021年9月16日，因陳漢志涉嫌貪瀆受羈押禁見，縣府依法指派代理鎮長上任。2022年3月初，陳漢志交保後請辭，縣府為其辦理復職後再受理辭呈生效，由原代理鎮長陳永賢繼續代理。後於同年4月中改由甫卸任苗栗縣消防局長的徐新淵代理。 |
| 18   | 陳永賢（代理） |        | 2021年9月16日－2022年4月15日   | 2021年9月16日，因陳漢志涉嫌貪瀆受羈押禁見，縣府依法指派代理鎮長上任。2022年3月初，陳漢志交保後請辭，縣府為其辦理復職後再受理辭呈生效，由原代理鎮長陳永賢繼續代理。後於同年4月中改由甫卸任苗栗縣消防局長的徐新淵代理。 |
| 18   | 徐新淵（代理） |        | 2022年4月15日－2022年12月25日  | 2021年9月16日，因陳漢志涉嫌貪瀆受羈押禁見，縣府依法指派代理鎮長上任。2022年3月初，陳漢志交保後請辭，縣府為其辦理復職後再受理辭呈生效，由原代理鎮長陳永賢繼續代理。後於同年4月中改由甫卸任苗栗縣消防局長的徐新淵代理。 |
| 19   | 張可欣         | 無黨籍 | 2022年12月25日－               | 現任 首位女鎮長就任時年僅27歲 |

### 鎮政組織
通霄鎮公所是通霄鎮最高層級的地方行政機關，在中華民國政府架構中為鎮自治的行政機關，同時負責執行縣政府及中央機關委辦事項，通霄鎮的自治監督機關為苗栗縣政府。鎮長由全體鎮民直接選舉產生，任期為四年，可連選連任一次。通霄鎮公所並置鎮政會議，為鎮政最高決策機構，在鎮長之下，設有5課4室等9個內部單位及5個附屬機關。
通霄鎮民代表會是通霄鎮的最高民意機關，代表通霄鎮全體鎮民立法和監察鎮政。鎮民代表由公民直選選出，任期為四年，可連選連任。通霄鎮民代表會共有11位鎮民代表，分別為第一選區4席鎮民代表、第二選區2席鎮民代表、第三選區3席鎮民代表、第四選區2席鎮民代表，主席、副主席由11位鎮民代表互選產生。

### 行政區
現今通霄鎮行政範圍的確立，來自於1920年，日本將臺灣十二廳改為五州二廳，設通霄庄屬新竹州苗栗郡:166。通霄庄轄通霄、通霄灣、圳頭、土城、南和、福興、大坪頂、梅樹腳、南勢、五里牌、北勢、番社、內湖、楓樹窩、烏眉坑、北勢窩、新埔、白沙屯、內湖島等19個大字。1946年1月11日，改為「通霄鄉」，屬新竹縣苗栗區:172。1950年10月25日調整行政區域，通霄鄉改隸新成立的苗栗縣；12月25日，改制為「通霄鎮」:172。
通霄鎮共轄24個里，其行政區域分布情形為：
| 次分區 | 里名   | 里名   | 里名   | 里名   | 里名   | 里名   | 里名   |
| ------ | ------ | ------ | ------ | ------ | ------ | ------ | ------ |
| 中西區 | 通東里 | 通西里 | 平元里 | 平安里 | 通南里 | 梅南里 | 圳頭里 |
| 東區   | 內湖   | 烏眉里 | 楓樹里 | 福龍里 | 福源里 |        |        |
| 南區   | 城南里 | 城北里 | 坪頂里 | 南和里 | 福興里 | 五南里 | 五北里 |
| 北區   | 通灣里 | 新埔里 | 內島里 | 白東里 | 白西里 |        |        |

| 通霄鎮行政區劃 |
|                |

## 生活機能

### 商業

#### 歷史
- 忠孝路原稱「舊街」，從前南勢溪水深可行船，商船可停泊於現今自強路一帶，當時「舊街」商務交易極盛，為「吞霄」之「商業街」，後來因南勢溪逐漸淤淺終歸沒落[9]:52。
- 仁愛路是日治時期商業繁榮的市街，商店門前曾是通霄鎮市場臨時攤販集中地，這些攤販被安置到自強臨時攤販集中區後，商機逐漸沉。沿街建築以斑駁的日式建築為主，商店以西裝店、五金行、香舖、肉餅店、通霄診所等老店為主。這條老街老店散布，紀錄了日治時期和戰後初期的風華歲月。[27]
- 烏眉里內的縣道128號公路橫貫全里，是聯繫通霄鎮與西湖鄉的交通要道，交通較為便利，且位居楓樹里、福龍里、福源里、內湖里的中樞位置，日治時期是這些里的商業和服務中心，除有國中、小學、派出所外，早期還是商品交易中心，甚至設有酒家，並設有輕便軌道連繫通霄鎮，隨著交通發達，商業機能被通東、通西里所取代，繁榮景象不再。[28]

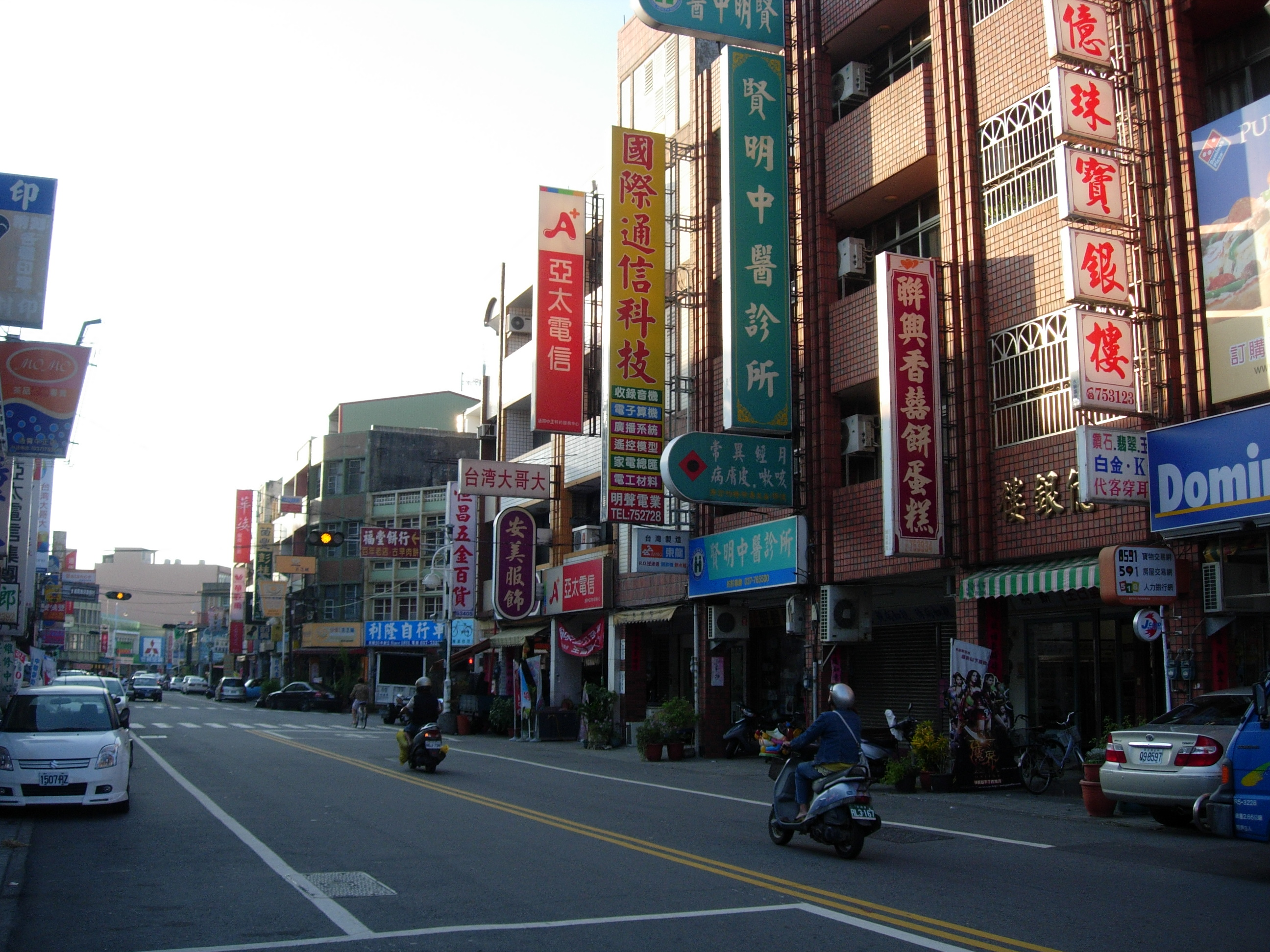
通霄街道一景

#### 現況

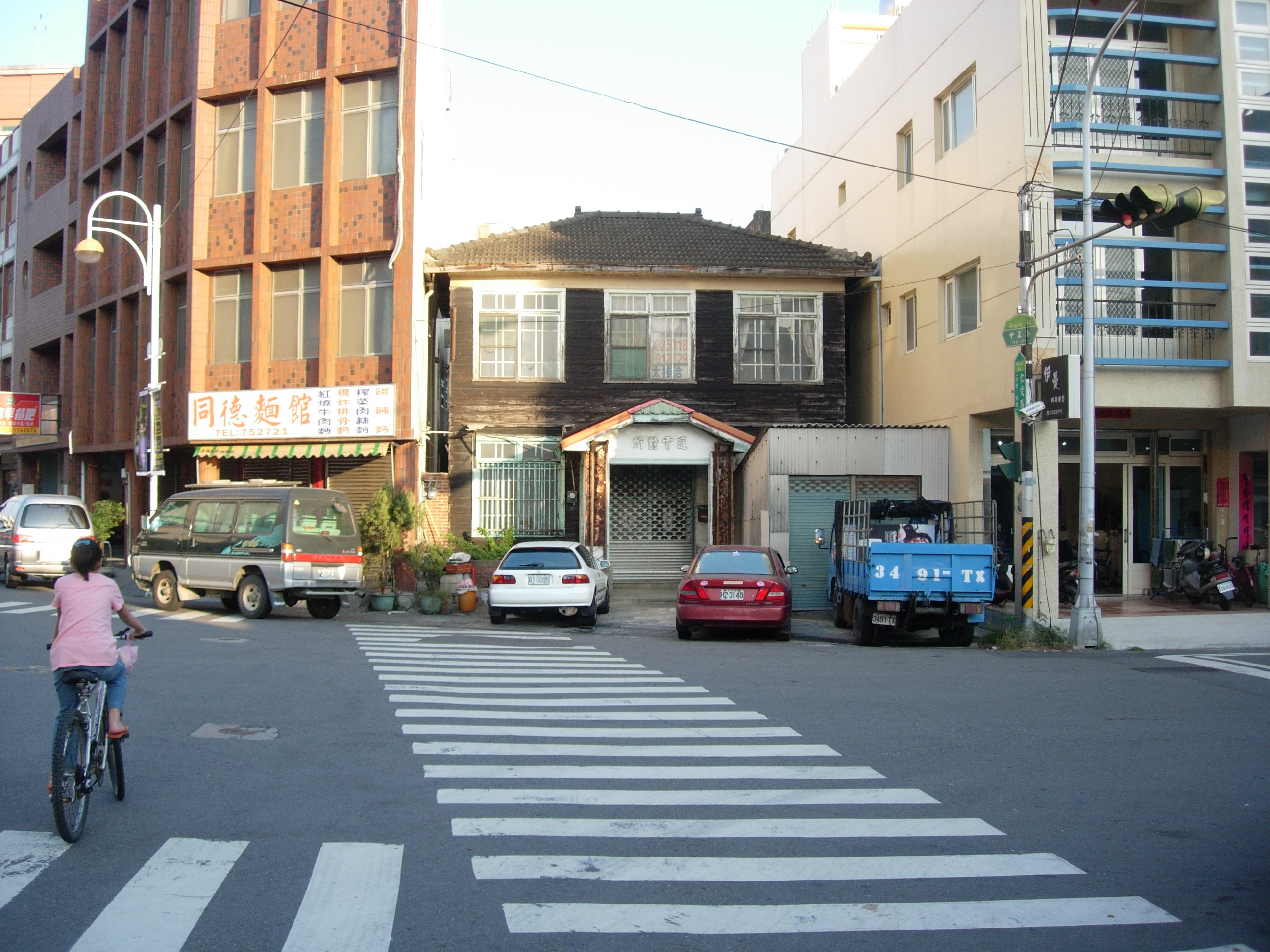
通霄木造診所

現在的通霄市區街道方正是因1935年關刀山大地震後，市街房舍因毀損嚴重，市街重劃而成的格局。鎮內商業活動集中在鐵路以東，通西、通東二里，中正路、中山路、和平街、中興路、信義路等。

#### 木雕業
通霄鎮昔日為是木雕藝術重鎮，由李金川開啟此地的木雕風氣。1966年到1972年間，木雕的外銷訂單源源不斷，鼎盛時，從事木雕者有數千人，在南華社區平均每3戶就曾有1戶從事雕刻，而「通霄雕刻生產合作社」會員超過1千人，成了通霄鎮最賺錢的行業。但自從中山高速公路三義交流道開闢後，許多木雕師傅基紛紛轉往三義鄉發展，導致該鎮的木雕產業日趨沒落，1979年原本要打造的「通霄鎮南華雕刻城」也半途而廢。

### 金融
- 通苑區漁會通霄辦事處
- 苗栗縣通霄鎮農會
- 台灣土地銀行通霄分行
- 通霄郵局苗栗14支局
- 通霄白沙屯郵局苗栗15支局

### 醫療
通霄光田醫院是鎮上規模最大的醫療院所，此外還有數家地區診所分佈鎮內。

## 文化

### 宗教文化
- 白沙屯的拱天宮媽祖進香活動
- 四圧媽（四圧為梅南、平安竹仔林、圳頭、平元）北港進香活動
- 通霄灣（通灣）的慈淨媽祖進香
- 通霄鎮市區大廟(通東、通西、通南）慈惠宮媽祖往北港進香活動

### 特產
牛奶、西瓜、柑橘、花生糖、稻米、土雞、電力、油桐花、鹽

## 教育

### 高級中等學校
- 苗栗縣私立賢德工商職業學校

### 國民中小學
- 苗栗縣立福興武術國民中小學

### 國民中學
- 苗栗縣立通霄國民中學
- 苗栗縣立烏眉國民中學
- 苗栗縣立啟新國民中學
- 苗栗縣立南和國民中學

### 國民小學
- 苗栗縣通霄鎮通霄國民小學
- 苗栗縣通霄鎮圳頭國民小學
- 苗栗縣通霄鎮南和國民小學
- 苗栗縣通霄鎮城中國民小學
- 苗栗縣通霄鎮新埔國民小學
- 苗栗縣通霄鎮五福國民小學
- 苗栗縣通霄鎮坪頂國民小學
- 苗栗縣通霄鎮烏眉國民小學
- 苗栗縣通霄鎮楓樹國民小學
- 苗栗縣通霄鎮啟明國民小學
- 苗栗縣通霄鎮福興國民小學

## 交通

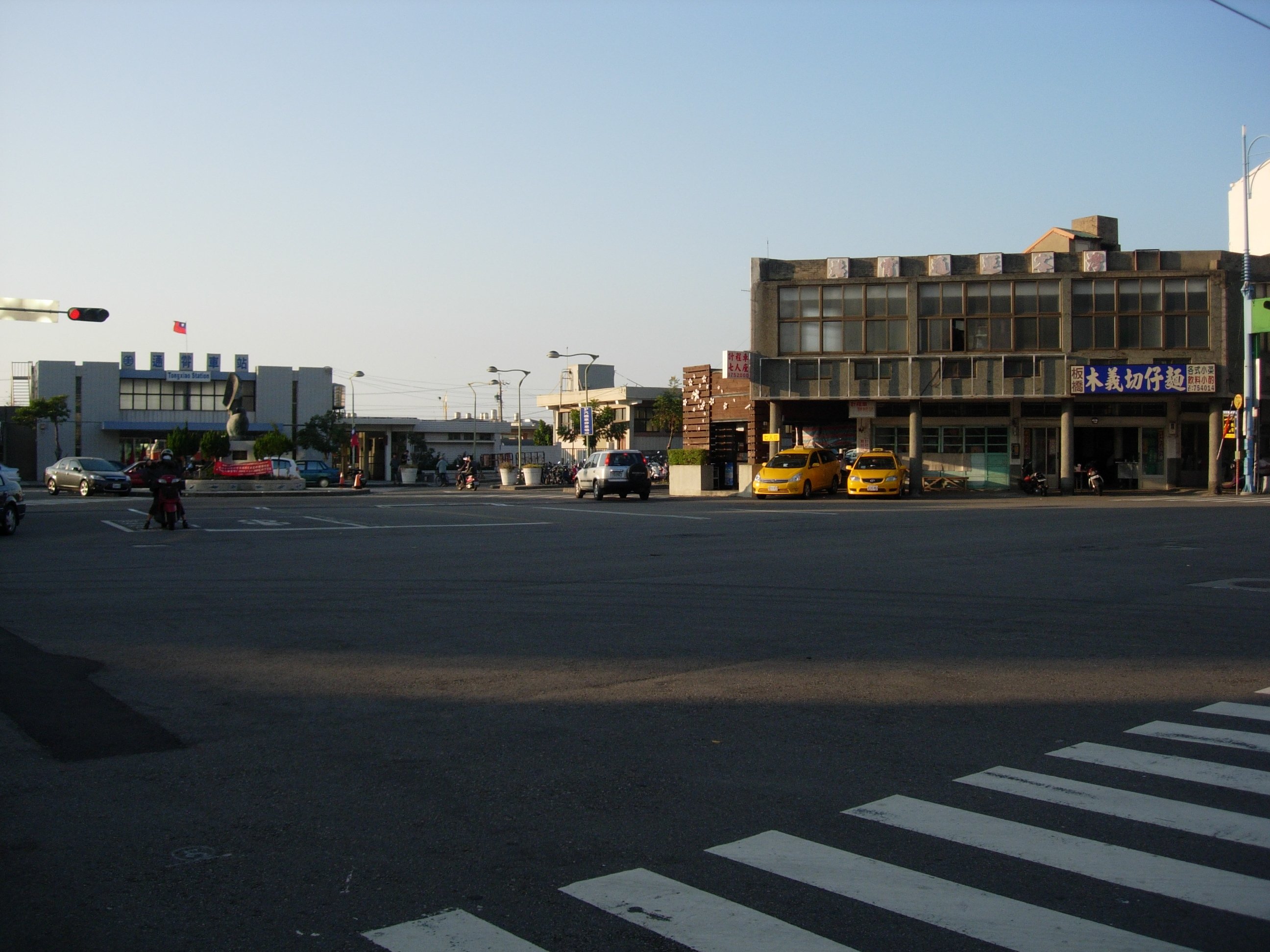
通霄火車站前廣場（左為台鐵通霄站，右為台汽通霄站）

### 鐵路
臺灣鐵路公司
- 海岸線：白沙屯車站 - 新埔車站 - 通霄車站

### 公車客運
早期台汽客運、巨業客運皆設有一車站於通霄火車站前，來往台北及台中，站體現為廢棄。
苗栗客運及新竹客運僅有站牌設置。
| 路線號碼 | 營運區間             | 經營業者 | 備忘錄與規格       |
| 5808     | 高鐵苗栗站-通霄-苑裡 | 苗栗客運 | （每日8班次往返）  |
| 5814     | 苗栗-山腳-大甲       | 苗栗客運 | （每日12班次往返） |
| 5820     | 通霄-福興-大坑尾     | 苗栗客運 | （每日8班次往返）  |
| 5821     | 通霄-大屈-大坪頂     | 苗栗客運 | （每日4班次往返）  |
| 5668     | 苗栗－後龍－通霄     | 亦捷科際 | （每日2班次往返）  |

### 主要道路
- 國道三號（福爾摩沙高速公路）
  - 通霄交流道（144）
- 台1線
- 台61線（西部濱海快速公路）
  - 白沙屯交流道（111）
  - 新埔交流道（115）
  - 通霄一交流道（121）
  - 通霄二交流道（122）
- 縣道121號：（通霄鎮－苑裡鎮－大甲區）
- 縣道128號：（通霄鎮－西湖鄉水甲埔－銅鑼鄉－公館鄉）

## 旅遊

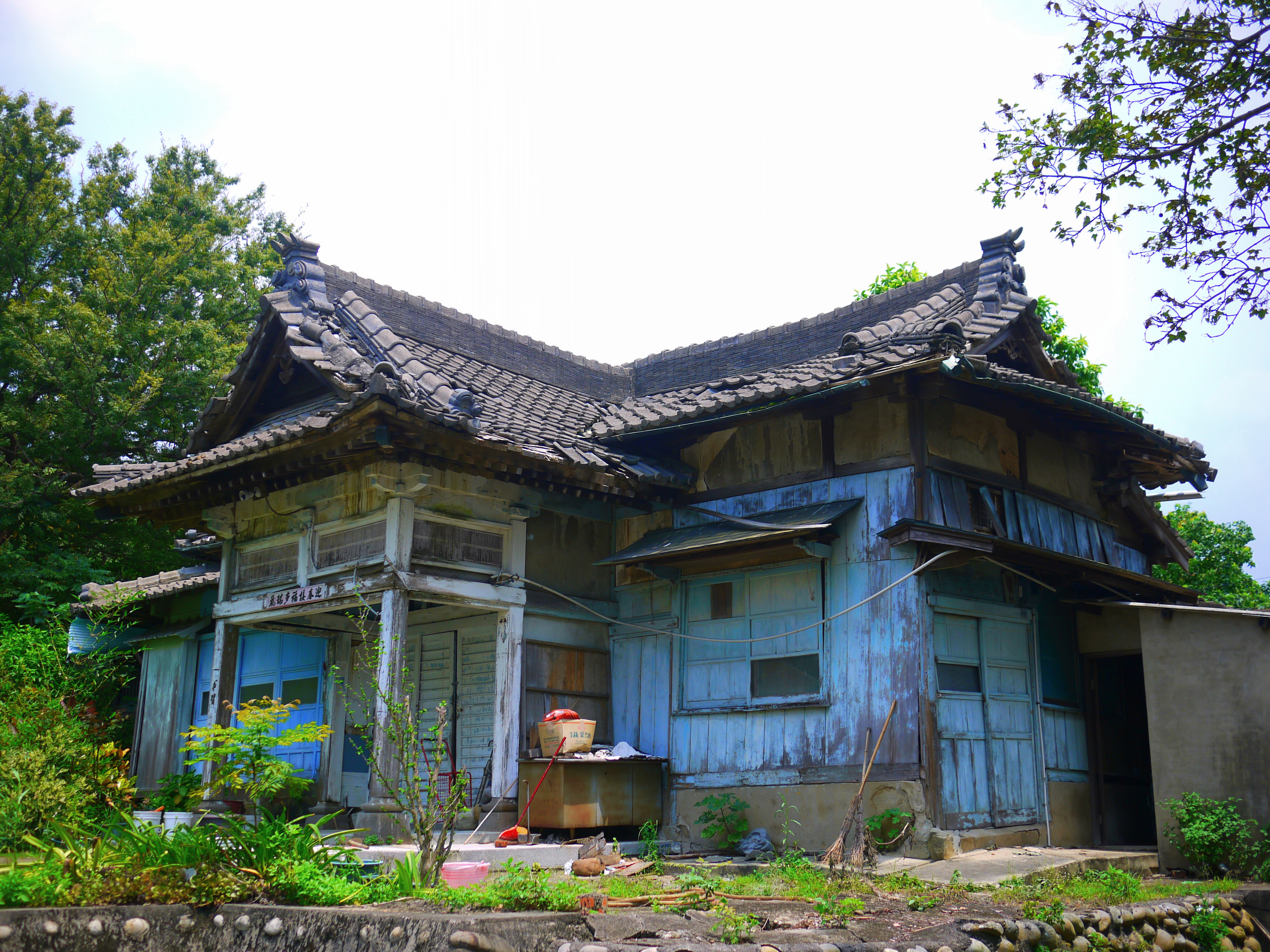
尚未被保護的通霄神社社務所

- 通霄海水浴場（原通霄海洋渡假村、西濱海洋生態教育園區、濱海遊憩區）

依法令目前區內不開放山訓活動
2019年，通霄鎮公所與安集科技股份有限公司簽約，於海水浴場內設立太陽光電場，租期2019年9月28日起至2029年8月27日止，續約期間9年11個月。
- 虎頭山公園
- 通霄神社
- 壽公祠
- 慈雲寺
- 飛牛牧場
- 挑鹽古道
- 白沙屯拱天宮
- 通霄慈宮
- 通霄東龍宮
- 通霄母德宮
- 新埔拱朝雲天宮
- 新埔雲天宮
- 通霄秋茂園
- 鹽的故鄉-通霄精鹽廠
- 通霄荒木藝術中心（舊名：荒木藝苑）
- 通霄休閒農業服務中心

## 外部連結
- 苗栗縣通霄鎮公所網站 （页面存档备份，存于）（繁體中文）
- 通霄鎮公所的Facebook專頁（繁體中文）
- YouTube上的苗栗通霄鎮公所頻道（繁體中文）